# Bistum Azogues
Das Bistum Azogues (lat.: Dioecesis Azoguensis, span.: Diócesis de Azogues) ist eine in Ecuador gelegene römisch-katholische Diözese mit Sitz in Azogues.

## Geschichte
Das Bistum Azogues wurde am 26. Juni 1968 durch Papst Paul VI. mit der Apostolischen Konstitution Quo magis aus Gebietsabtretungen des Erzbistums Cuenca errichtet und diesem als Suffraganbistum unterstellt.

## Bischöfe von Azogues
- José Gabriel Díaz Cueva, 1968–1975
- Raúl Eduardo Vela Chiriboga, 1975–1989, dann Militärbischof von Ecuador
- Clímaco Jacinto Zarauz Carrillo, 1990–2004
- Carlos Aníbal Altamirano Argüello, 2004–2015
- Oswaldo Patricio Vintimilla Cabrera, seit 2016